# Bernard McGrath
Pour un article plus général, voir Abus sexuels dans l'Église catholique en Nouvelle-Zélande.
Bernard Kevin McGrath, né le 22 mai 1947, est un religieux catholique néo-zélandais, ancien membre de l'Ordre hospitalier de Saint-Jean-de-Dieu. Il est reconnu coupable d'abus sexuels sur des enfants à cinq reprises en Nouvelle-Zélande et en Australie. Depuis 2018, il est emprisonné en Australie après une condamnation à 33 ans de prison.  

## Biographie
Bernard McGrath a intégré l'Ordre hospitalier de Saint-Jean-de-Dieu en 1966, à l'âge de 18 ans, alors qu'il se destinait à devenir vétérinaire. Mais son père autoritaire, le considérant comme un « raté » car il n'avait pas terminé sa formation pour devenir prêtre, a rempli les formulaires pour qu'il rejoigne l'Ordre de Saint-Jean de Dieu. Bernard McGrath s'est formé à Sydney où l’ordre de Saint-Jean-de-Dieu a son siège pour l’Australie et la Nouvelle-Zélande,.
Bernard McGrath a travaillé dans les institutions de l'Ordre hospitalier de Saint-Jean-de-Dieu, il s’agit notamment de l’internat de l'école de Marylands (en) près de Christchurch pour la Nouvelle-Zélande et de l’institution Saint-Jean-de-Dieu, à Melbourne et de la Maison pour garçons Kendall Grange à Morisset en Nouvelle-Galles du Sud pour l'Australie.
Alors que des accusations d'agressions sexuelles sont émises à l'encontre de Bernard McGrath à la suite de son séjour à l’école du Marylands, l'Ordre hospitalier de Saint-Jean-de-Dieu le déplace en 1977 à Kendall Grange à Morisset en Australie. Il en devient le directeur en 1980,. En 1986, il retourne en Nouvelle-Zélande à Christchurch, pour gérer le Hebron Trust, qui s'occupe des enfants des rues.
Au début des années 1990, de nouvelles plaintes mentionnent le comportement problématique de Bernard McGrath. Il rencontre alors le prêtre et avocat Brian Lucas chargé de la gestion des abus sexuels au sein de l'Église catholique. Bernard McGrath affirme lui avoir indiqué que d'autres plaintes pour agressions sexuelles vont apparaitre. Brian Lucas confirme avoir eu un entretien avec Bernard McGrath mais ne se souvient pas de la teneur de celui-ci. Par ailleurs il indique qu'il n'est pas obligé de le dénoncer à la police, car il s'agissait d'une « conversation confidentielle ». Après cet entretien, le responsable de l’Ordre l’accompagne lui même dans un centre de traitement catholique à Jemez Springs, aux États-Unis, géré par la congrégation des serviteurs de Paraclete (en). Après son traitement, Bernard McGrath décide de revenir en Australie, il récidive, il est alors rattrapé par la justice civile. Il quitte la congrégation en 1996.

### Cinq condamnations

#### 1993 en  Nouvelle-Zélande
En 1991, des travailleurs sociaux signalent à l’Ordre hospitalier de Saint-Jean-de-Dieu des agressions sexuelles de Bernard McGrath à l'encontre d'enfants. L'Ordre ne réagit pas, alors ils contactent la police néo-zélandaise. En 1993, il est condamné à trois ans de prison pour des délits commis dans les centres Marylands et Hebron Trust,.

#### 1997 en Australie
En 1995, une nouvelle victime de Bernard McGrath le dénonce à la police de Chatswood dans l'agglomération de Sydney en Australie. Après sa libération de prison en Nouvelle-Zélande, il est conduit en Australie pour être jugé. Il plaide coupable, il est condamné, en 1997 à neuf mois de prison.

#### 2006 en  Nouvelle-Zélande
En 2006, Bernard McGrath est condamné à cinq ans de prison pour 21 délits après avoir abusé sexuellement de garçons à l’école du Marylands dans les années 1970.
Il purge environ la moitié de la condamnation et, en 2012, quand de nouvelles accusations australiennes sont établies, il vit dans une plantation de thé au Sri Lanka.

#### 2018 et 2019 en Australie
En 2018, alors qu'il est âgé de 70 ans, Bernard McGrath est condamné à 33 ans de prison par un tribunal de Sydney en Australie pour 64 délits contre 12 garçons entre 1978 et 1985. En 2019, lors d'un deuxième procès devant le tribunal de Sydney, concernant de nouvelles accusations pour l’établissement Kendall Grange, il est condamné à une peine de prison supplémentaire de 29 ans. Ainsi il est susceptible de sortir de prison en 2044, à l'âge de 97 ans, sous réserve qu'il obtienne une libération conditionnelle.

## Témoignages
Les détectives néo-zélandais reprochent à l'Ordre hospitalier de Saint-Jean-de-Dieu d'avoir simplement déplacé un pédophile présumé plutôt que de traiter ses crimes : « Au lieu de s’en occuper, ils ont déplacé le problème, et c’est ce que nous avons vu dans le monde entier. » Ainsi ce n'est plus « cinq ou six victimes, rien qu’à école de Marylands (en) » mais « des centaines de victimes » dues à l'absence de réactions de l'Ordre.
Bernard McGrath a été interviewé par Sarah Ferguson (en) pour la série documentaire Revelation (en) d'ABC. Dans la même série, la journaliste a aussi interviewé Vincent Ryan (en), un prêtre du diocèse de Maitland-Newcastle .
Lors de l'enquête de la Commission royale sur les abus, un des élèves de l’école de Marylands à Christchurch a témoigné. Il rapporte des faits commis en 1963.